# Municipio de Klippan
El municipio de Klippan (en sueco: Klippans kommun) es un municipio de Escania, la provincia más austral de Suecia. Su sede se encuentra en la ciudad de Klippan. El municipio fue creado en 1974 a través de la fusión de la ciudad comercial de Klippan (instituida en 1945) con el municipio rural de Riseberga y parte de Östra Ljungby.

## Localidades
Hay 5 áreas urbanas (tätort) en el municipio:
| # | Localidad     | Población |
| - | ------------- | --------- |
| 1 | Klippan       | 8,819     |
| 2 | Ljungbyhed    | 2,168     |
| 3 | Östra Ljungby | 1,819     |
| 4 | Klippans bruk | 319       |
| 5 | Krika         | 196       |

## Ciudades hermanas
Klippan está hermanada o tiene tratado de cooperación con:
- Limbaži, Letonia
- Sande, Noruega
- Akaa, Finlandia